# Satz von Friedlander-Iwaniec
Der Satz von Friedlander-Iwaniec ist ein mathematisches Resultat aus der analytischen Zahlentheorie. Das Theorem besagt, dass es unendlich viele Primzahlen {\displaystyle p} gibt, die sich in der Form {\displaystyle a^{2}+b^{4}} schreiben lassen, wobei {\displaystyle a,b\in \mathbb {N} }. Der Satz wurde 1997 von John Friedlander und Henryk Iwaniec bewiesen. Der Satz gilt als bedeutend, weil er das erste Resultat ist, welches unendlich viele Primzahlen in einer sehr dünnen Folge nachweist.
Für den Satz und andere Arbeiten bekamen beide angesehene Mathematik-Preise. 1999 wurde Friedlander mit dem Jeffery-Williams-Preis ausgezeichnet und 2001 erhielt Iwaniec den Ostrowski-Preis.
Die Anzahl ganzer Zahlen in der Menge {\displaystyle \{1,\dots ,N\}}, welche sich als {\displaystyle a^{2}+b^{4}} darstellen lassen, ist ungefähr {\displaystyle N^{3/4}} (für {\displaystyle N} sehr groß).

## Das Theorem

### Einführung in die Problemstellung
Die zugrundeliegende Fragestellung ist:
Besitzt ein Polynom {\displaystyle P(x_{1},\dots ,x_{n})} mit {\displaystyle x_{1},\dots ,x_{n}\in \mathbb {N} } und Koeffizienten {\displaystyle a_{1},\dots ,a_{n}\in \mathbb {Z} } unendlich viele Primzahlen, die sich in der Form des Polynoms darstellen lassen?
Man vermutet, dass dies für alle vernünftigen Polynome der Fall ist. Mit vernünftig meinen wir alle Polynome (aus einer Klasse) die ein paar lokale Bedingungen erfüllen, damit solche Beispiele wie
{\displaystyle P(x)=x^{2}+x+2}, welches immer eine gerade Zahl {\displaystyle P(x)} produziert, ausgeschlossen sind.
Betrachtet man nur Polynome in einer Variable {\displaystyle P(x)}, dann heißt diese Vermutung Bunjakowski-Vermutung.

#### Dünne Teilfolgen
Für ein Polynom {\displaystyle P(x_{1},\dots ,x_{n})} untersucht man häufig zuerst, wie viele Zahlen in der Menge {\displaystyle \{1,\dots ,N\}} sich durch das {\displaystyle P(x_{1},\dots ,x_{n})} darstellen lassen, bevor man die Primzahlen betrachtet. Falls der Anteil ungefähr {\displaystyle N^{\theta }} mit {\displaystyle \theta <1} ist, so nennt man die vom Polynom erzeugte Folge dünn. 
Beispielsweise erzeugt {\displaystyle P(x)=x} trivialerweise alle {\displaystyle N} Zahlen durch einsetzen der Element aus {\displaystyle \{1,\dots ,N\}} und deshalb ist die Folge nicht dünn in {\displaystyle \{1,\dots ,N\}}. Je dünner die Folge, desto weniger Primzahlen sind in der Menge {\displaystyle \{1,\dots ,N\}}. Im Fall {\displaystyle P(a,b)=a^{2}+b^{4}} ist {\displaystyle \theta =3/4} und die Folge ist somit dünn.

#### Historische Entwicklungen
Eines der ersten Resultate hierzu ist der Zwei-Quadrate-Satz, der von Pierre de Fermat formuliert und später im Jahr 1749 von Leonhard Euler bewiesen wurde. Dieser sagt, dass eine ungerade Primzahl genau dann als Polynom {\displaystyle P(x,y)=x^{2}+y^{2}} für {\displaystyle x,y\in \mathbb {Z} } dargestellt werden kann, wenn {\displaystyle p\equiv 1{\pmod {4}}}. Oder anders ausgedrückt, es gibt unendlich viele Primzahlen der Form {\displaystyle p=4n+1}, die sich als {\displaystyle p=x^{2}+y^{2}} schreiben lassen.
Ein weiteres wichtiges Resultat ist der dirichletsche Primzahlsatz. Dieser sagt, dass das Polynom {\displaystyle P(x)=ax+b} mit {\displaystyle x,a,b\in \mathbb {N} } genau dann unendlich viele Primzahlen in der Form besitzt, wenn {\displaystyle a} und {\displaystyle b} teilerfremd sind.
Die Frage, ob es unendlich viele Primzahlen gibt, die sich als {\displaystyle P(x)=x^{2}+1} schreiben lassen, ist die sogenannte Landau-Vermutung und eines der vier bis heute ungelösten Landau-Probleme.
1997 wurde schließlich der Satz von Friedlander-Iwaniec für {\displaystyle P(x,y)=x^{2}+y^{4}} bewiesen, welcher als ein Meilenstein gilt. 2001 bewies Roger Heath-Brown, dass es unendlich viele Primzahlen der Form {\displaystyle x^{3}+2y^{3}} gibt.

### Die Arbeit von Friedlander und Iwaniec
Friedlander und Iwaniec untersuchten das Polynom {\displaystyle P(a,b)=a^{2}+b^{4}}. Fixiert man {\displaystyle b:=1}, dann erhält man das Polynom {\displaystyle a^{2}+1} der ungelösten Landau-Vermutung.
Die ersten Lösungen {\displaystyle p_{i}=P(a_{i},b_{i})} für {\displaystyle a^{2}+b^{4}} sind
{\displaystyle 2=P(1,1),\quad 5=P(2,1),\quad 17=P(1,2),\quad 37=P(6,1).}
Die ersten Glieder der Primzahlfolge (Folge A028916 in OEIS) lauten
{\displaystyle 2,5,17,37,41,97,101,137,181,197,241,257,277,281,337,401,457,577,617,641,661,677,757,769,821,857,881,977,\dots }

#### Satz von Friedlander-Iwaniec
Sie bewiesen folgende Hauptaussage
{\displaystyle \mathop {\sum \sum \limits } _{\begin{array}{c}a>0\;b>0\\a^{2}+b^{4}\leq x\end{array}}\Lambda (a^{2}+b^{4})={\frac {4}{\pi }}\kappa x^{\frac {3}{4}}\left(1+{\mathcal {O}}\left({\frac {\log \log x}{\log x}}\right)\right)}
wobei {\displaystyle a,b} über die positiven Ganzzahlen laufen, {\displaystyle \Lambda } die Mangoldt-Funktion ist und {\displaystyle \kappa :=\Gamma ({\tfrac {1}{4}})^{2}/6{\sqrt {2\pi }}}.
Der Beweis des Satzes erfolgte mittels einer Modifikation einer Siebmethode von Enrico Bombieri, durch die Modifikation wurde das Paritätsproblem des Bombieri-Siebs gelöst. Das resultierende Sieb ermöglicht asymptotische Formeln für Primzahlen in dünnen Folgen.

### Verschärfungen
Roger Heath-Brown und Li Xiannan zeigten, dass die Aussage sogar dann gilt, wenn {\displaystyle b} eine Primzahl sein muss. Konkret zeigten sie, dass es unendlich viele Primzahlen {\displaystyle p} gibt, die sich in der Form
{\displaystyle p=a^{2}+b^{4}}
schreiben lassen, wobei {\displaystyle a\in \mathbb {N} } und {\displaystyle b} eine Primzahl ist.